# دار الحكماء (الطائف)
دار الحكماء هو مجلس أدبي عربي أسسته لبابة بنت ناصرة الثقفية في مدينة الطائف الحجازية، وهي والدة القاض عامر بن الظرب العدواني ، وكانت دار يطلب فيها العلم، ويجتمع فيها حكماء الحجاز و نجد والوجهاء والنسّابة والأدباء، وتدَّون فيها الكتب وتُعقد بها الندوات، وكان من روادها القُضاةِ والحنفاء العرب قديمًا، من أمثالِ قس بن ساعدة ، حربِ بن أُميّة وذي المجاسد اليشكريّ والحارث بن عباد، الخنساء، وكانت العرب تبعث بأولادها إليها ليتعلّموا الأنساب والعلومَ والأدب وتعاليم ملَّة إبراهيم، وأكثرهم ذلك قُرَيْش التي أرسلت بعض أبنائها إلى دار الحكمة لطلب العلم.
تتكون الدار من طابقين، الطابق العلوي يضم قاعات خاصة بخزائن الكتب وأقسام النسخ والتاليف والتوثيق والمطالعة والدراسة في كل مجال من مجالات المعرفة والعلوم والاداب اما قاعات الطابق السفلي فكانت خاصة باجتماع الادباء والنسابة والمؤرخين والاطباء والدارسين.